# Steve Huffman
Steve Huffman (The Plains, 12 novembre 1983) è un imprenditore, dirigente d'azienda e attivista statunitense, conosciuto per essere il cofondatore e CEO del sito Internet di social news e intrattenimento Reddit.

## Biografia
Diplomatosi alla Wakefield School a The Plains, Virginia, si laurea in Informatica presso la Università della Virginia.
Subito dopo la laurea si mette in società con l'amico Alexis Ohanian e fonda Reddit. Nel 2006, in seguito al crescente successo, Reddit viene acquistato dall'editore Conde Nast.

### Carriera
Durante i suoi anni all'università, Huffman osservò una conferenza del programmatore e imprenditore Paul Graham, da cui fu invitato a fare domanda per la sua incubatrice di startup Y Combinator. Nonostante l'idea originale di Huffman, un sistema per ordinare pasti tramite SMS, fosse stata rifiutata, Graham lo invitò a Boston dandogli l'opportunità di presentare un'altra idea per una startup. Fu in questa sessione di brainstorming che nacque l'idea per quella che Graham chiamò la "prima pagina di internet", che fu accettata nel programma. Huffman programmò l'intero sito in Lisp. Nel 2005, Huffman e il suo compagno di stanza dell'università, Alexis Ohanian, aprirono Reddit.
I membri del sito crebbero rapidamente nei suoi primi mesi di attività, e già nell'agosto 2005 Huffman notò che la sua user-base era vasta abbastanza che non c'era bisogno che lui stesso aggiungesse nuovi contenuti alla homepage. Il 31 ottobre 2006, Condé Nast comprò Reddit dai due fondatori, allora ventitreenni, per una cifra che viene riportata tra i 10 e i 20 milioni di dollari. Huffman rimase parte di Reddit fino al 2009, quando lasciò il ruolo di amministratore delegato.
Dopo aver trascorso diversi mesi viaggiando in Costa Rica, nel 2010 Huffman creò il sito di viaggi Hipmunk insieme ad Adam Goldstein, autore e programmatore; il sito fu finanziato da Y Combinator e Huffman ricoprì la carica di Chief Technical Officer. Nel 2011, Inc. incluse Huffman nella sua lista 30 under 30.
Nel 2014, Huffman dichiarò che la sua decisione di vendere Reddit era stata un errore, e che la crescita del sito aveva superato le sue aspettative. Il 10 Luglio 2015, dopo le dimissioni di Ellen Pao in un periodo di difficoltà per la società, Huffman tornò ad essere l'amministratore delegato di Reddit. I suoi obiettivi principali erano di rilasciare le applicazioni per sistemi iOS e Android, aggiustare la versione mobile del sito, e creare un'infrastruttura di test A/B.
Dopo il suo ritorno a Reddit, Huffman introdusse vari miglioramenti tecnologici, tra cui una migliore esperienza da dispositivi mobili e una infrastruttura più robusta. Furono introdotte anche nuove regole per i contenuti, tra cui un divieto su contenuti che incitassero alla violenza, mettendo in quarantena del materiale che potrebbe essere percepito come offensivo da altri utenti, e con la rimozione di gruppi che "esistono solo per [...] rendere Reddit peggiore per tutti gli altri". Poco dopo il suo ritorno, Huffman scrisse: "né Alexis né io abbiamo creato Reddit per essere un bastione della libertà di parola, ma piuttosto come un luogo per discussioni aperte e oneste".
Huffman ha anche lavorato per rendere il sito più accessibile per le pubblicità, guidando iniziative per avere video e immagini sul sito. Nel tardo 2016, Huffman fu al centro di una controversia per aver modificato dei commenti su un subreddit frequentato da sostenitori di Donald Trump. Successivamente alle critiche ricevute dagli utenti, rimosse le sue modifiche e rilasciò un messaggio di scuse. A partire dal 2017, Huffman guidò il rinnovo del design di Reddit, con il primo aggiornamento grafico sostanziale del sito nell'arco di un decennio. Lo sviluppo del nuovo sito durò più di un anno, e la nuova versione è stata inaugurata nell'aprile 2018.

### Attivismo per la neutralità della rete
Huffman è un sostenitore della regolamentazione della neutralità della rete, insieme alla stessa Reddit. Sulla piattaforma, Huffman ha incoraggiato i suoi utenti ad esprimere lo stesso supporto per la causa, e a contattare i loro rappresentanti a Washington DC.

## Vita privata
È stato sposato una volta e ha poi divorziato. Ha una figlia.